# Partito Repubblicano di Minas Gerais
Il Partito Repubblicano di Minas Gerais (portoghese: Partido Republicano Mineiro, PRM) fu un partito politico brasiliano nato nel 1888 come sezione statale del Partito Repubblicano Federale (PRF), poi riorganizzato nel 1897 come un partito autonomo. Il partito fu attivo fino al 1937, quando venne disciolto assieme a tutti gli altri partiti durante la dittatura di Getúlio Vargas (1937–1945).
Il partito aveva un carattere regionalista, come gli altri partiti del periodo storico brasiliano noto come "Repubblica oligarchica" (1894–1930), e rappresentava gli interessi degli allevatori di bestiame e produttori caseari dello stato di Minas Gerais. Il PRM governò costantemente di comune accordo con la controparte di San Paolo (PRP), che rappresentava gli interessi dei produttori di caffè, dando vita ad un bipolarismo concorde che si alternava al potere e rappresentava gli interessi dei due poteri latifondistici ("Politica del caffelatte").
Il PRM espresse ben cinque presidenti del Brasile: Afonso Pena (1906–1909), Venceslau Brás (1914–1918), Delfim Moreira (1918–1919), Epitácio Pessoa (1919–1922) e Artur Bernardes (1922–1926).